# آلکساندر آوانسیان
آلکساندر آوانسیان (روسی: Александр Николаевич Аванесов؛ زادهٔ ۹ ژانویهٔ ۱۹۵۵) دیپلمات و سیاستمدار ارمنی‌تبار اهل روسیه است.

## زندگی‌نامه
وی در ۹ ژانویه ۱۹۵۵ در مسکو به دنیا آمد و از پژوهشکده دولتی ارتباطات بین‌المللی مسکو فارغ‌التحصیل گشت.  آوانسیان متأهل می‌باشد و دو دختر و پنج نوه دارد.

## تالیفات

### کتاب
- "Japan - Finding Solutions to Energy and Raw Materials Problems"

### کتاب درسی
- "Economics of Japan"

## یادداشت
1. ↑  UN Resident Coordinator, UNDP Resident Representative in the Kyrgyz Republic
2. ↑  UN Resident Coordinator, UNDP Resident Representative in Montenegro
3. ↑  Deputy of UNDP Resident Representative in Armenia